# 松坪站
松坪站（韓語：송평역）是朝鮮民主主義人民共和國咸镜北道清津市松坪区域的一個鐵路車站，属于平羅線和松坪線。

## 邻近车站
平羅線
南康德站 - 松坪站 - 水南站
松坪線
松坪站 - 康德站